# 필워크
필워크(영어: PillWork)는 2022년에 설립된 대한민국의 헬스케어 기업으로, 북미 지역에서 NullPain 서비스를 운영하고 있다.

NullPain은 목과 허리 통증 관리에 특화된 디지털 헬스케어 플랫폼으로, 개인 맞춤형 운동 프로그램, 전문 제품 추천, 그리고 사용자 커뮤니티를 통해 통증 관리 솔루션을 제공한다. 필워크는 최신 기술과 연구를 바탕으로, 사용자들의 삶의 질을 높이는 것을 목표로 하고 있다.

## 역사
2022년 6월, 주식회사 필워크가 설립되었다.

## 발자취
| 연도 | 월 | 내용                                                   |
| ---- | -- | ------------------------------------------------------ |
| 2023 | 12 | PCT 특허 및 마드리드 상표권 출원                       |
| 2023 | 11 | Slush 참가 (헬싱키)                                    |
| 2023 | 10 | 서울창업허브 입주사 재선정                             |
| 2023 | 09 | 미국 법인 설립 (델라웨어주)                            |
| 2023 | 08 | Vertical 엑셀러레이팅 (헬싱키)                         |
| 2023 | 07 | Startupfest 참가 (몬트리올)                            |
| 2023 | 06 | 중소벤처기업부 K스타트업센터 선정                      |
| 2023 | 06 | Collision 참가 (토론토)                                |
| 2023 | 05 | 중소벤처기업부 글로벌 기업 협업 프로그램 선정 (Amazon) |
| 2023 | 05 | 과학기술정보통신부 Born2Global 회원사 선정             |
| 2023 | 04 | 제피러스랩 엑셀러레이팅                                |
| 2023 | 03 | 기술보증기금 기보벤처캠프 12기 선정                    |
| 2023 | 01 | 미국 특허 및 상표권 출원                               |
| 2022 | 12 | 한국 특허 및 상표권 출원                               |
| 2022 | 11 | 정밀영양협회 창립멤버사                                |
| 2022 | 11 | Mind The Bridge 엑셀러레이팅 (실리콘밸리)              |
| 2022 | 10 | 벤처기업 확인                                          |
| 2022 | 10 | 서울창업허브 입주사 선정                               |
| 2022 | 09 | 시드투자 유치                                          |
| 2022 | 07 | 엔젤투자 유치                                          |
| 2022 | 06 | 주식회사 필워크 법인 설립                              |
| 2022 | 05 | 중소벤처기업부 예비창업패키지 선정                     |